# Carex bermudiana
Carex bermudiana là một loài thực vật có hoa trong họ Cói. Loài này được Hemsl. mô tả khoa học đầu tiên năm 1883.